# Erdbeben im Westen von Gangu in Gansu 143
Das Erdbeben im Westen von Gangu in Gansu 143 ereignete sich im Jahr 143 im Westen von Gangu in der Provinz Gansu, China. Das Hou Hanshu berichtet darüber in seinem 106. Kapitel (juan). 
Aufgrund der verursachten Schäden ließ sich abschätzen, dass das Beben im Epizentrum die Stärke von IX auf der Mercalli-Skala erreichte. Darauf basierende Berechnungen ergaben eine Magnitude von 7.